# Édouard Buisson d'Armandy
Pour les articles homonymes, voir Buisson et Armandy.
Édouard Buisson d’Armandy, né le 3 février 1794 à Pernes-les-Fontaines (Vaucluse) et mort le 4 juillet 1873 à Carpentras, est un officier français, particulièrement connu pour avoir réussi à prendre la ville de Bône en Algérie en 1832.

## Biographie
Entré à l’École militaire de Saint-Cyr  en 1811, Buisson d’Armandy débuta à l’armée d’Espagne comme lieutenant en second de la 6e compagnie du 6e régiment d'artillerie à pied. Réformé en 1816, il alla chercher fortune aux Indes. Il ne l'y trouva point, il revint alors à Mascate, là, le sultan Saïd ben Sultan al-Busaïd lui donna le commandement d'une frégate, avec laquelle il croisa pendant un an dans le golfe Persique. Une grave maladie le força toutefois de renoncer à la marine. À peine rétabli, il se rendit en Perse et se met au service du Shah Fath Ali Shah Qajar. Le fils du shah Mohamed-Ali Mirza le nomme Colonel d'un régiment qu’il organise à l’européenne. Il y passa deux ans, pendant lesquelles, il fut décoré du Grand Ordre Persan du Soleil et élevé au rang de Khan.
En 1821, se déclara la guerre entre la Perse et la Sublime Porte et les Turcs furent chassés de Bagdad et 30 000 de leurs soldats furent dispersés dans le sahara. Mehemed-Ali Mirza mourut aux portes de Bagdad et son fils signa un traité de paix avec les Ottomans et congédia tous les officiers étrangers qui étaient à son service.
D’Armandy entreprend de se rendre auprès de Ranjît Singh en Inde mais il fut pillé par les sinds, près d'Hyderabad sur les bords du Gange. Il perdit sa décoration en diamants et la plus grande partie de son argent et de ses effets et n'échappa qu'avec peine à la mort. Il se sauva sur le territoire anglais où il fut bien reçu et où on lui fournit les moyens de retourner en Europe.
En 1823 il arriva à Marseille d'où il écrivit au gouvernement pour lui demander des passeports qui lui furent refusés parce qu'il était rentré en France sans la permission du roi. À l'aide du passeport perse, qu'il avait conservé, il se rend à Paris où son costume oriental, joint à une taille imposante et à de beaux traits, fit à cette époque une grande sensation. Mais il n'y demeura pas longtemps; M. de Châteaubriand, de qui il avait gagné l'amitié, lui fit rendre la qualité de citoyen français et le nomma agent consulaire à Moka.
D'Armandy partit sur-le-champ, franchit les Alpes et épousa, chemin faisant, une jeune Italienne, avec qui il s'embarqua pour sa nouvelle destination. Après qu'il eut vécu pendant plusieurs années tranquilles à Moka, un corsaire grec qui parcourait la Mer Rouge, le compromit avec les autorités arabes. N'osant pas l'attaquer ouvertement, on essaya de l'empoisonner avec toute sa famille et avec le consul anglais, qui avait pris son parti. Il se sauva à bord d'une frégate anglaise, d’où il prit des mesures énergiques que le gouvernement français l'en récompensa par le consulat bien plus avantageux de Damiette.
La révolution de 1830 lui est défavorable, le consulat de Damiette est supprimé et d'Armandy ne reçut aucun dédommagement jusqu'à ce que le Maréchal Soult se décidât à le rétablir dans son ancien grade de capitaine d'artillerie et il fut envoyé comme adjoint à la direction d’Alger, il se rendit maître, le 27 mars 1832, aidé du capitaine Yusuf (alias Joseph Vantini) des chasseurs d’Afrique, de deux officiers de marine, de deux maréchaux des logis d’artillerie et de vingt-six marins, de la kasbah de Bône après de longues négociations par lesquelles il parvint, à force d’adresse et d’audace, à faire déclarer en sa faveur une centaine de Turcs assiégés dans la kasbah par les troupes du bey de Constantine, pendant que ces dernières troupes prenaient et saccageaient la ville, d’où il parvint à les chasser immédiatement après, sans attendre les secours qui lui furent envoyés d’Alger. Buisson d’Armandy fut nommé à la fois chevalier de la Légion d'honneur et chef d'escadron.
Demeuré à Bône comme commandant de l’artillerie, il ne l’abandonna plus, pendant tout son séjour en Afrique, que pour prendre part successivement aux deux expéditions de Constantine : il commandait, lors du second siège, la batterie de brèche.
Lieutenant-colonel en 1838, directeur au Havre puis à Bastia, il est nommé colonel dans ce dernier poste le 17 juin 1843, puis appelé, le 21 juillet 1845, à la tête du 11e régiment d'artillerie, qu’il quitta le 16 novembre 1850, pour prendre, comme général de brigade, le commandement de l’artillerie en Algérie.
Promu général de division en 1854, le général Buisson d’Armandy fait partie du comité de l’arme jusqu’à son passage au cadre de réserve ; il était grand-officier de la Légion d’honneur.
Il finit ses jours à Carpentras dont il fut conseiller municipal et où il est enterré.